# Jüdischer Friedhof (Pisa)

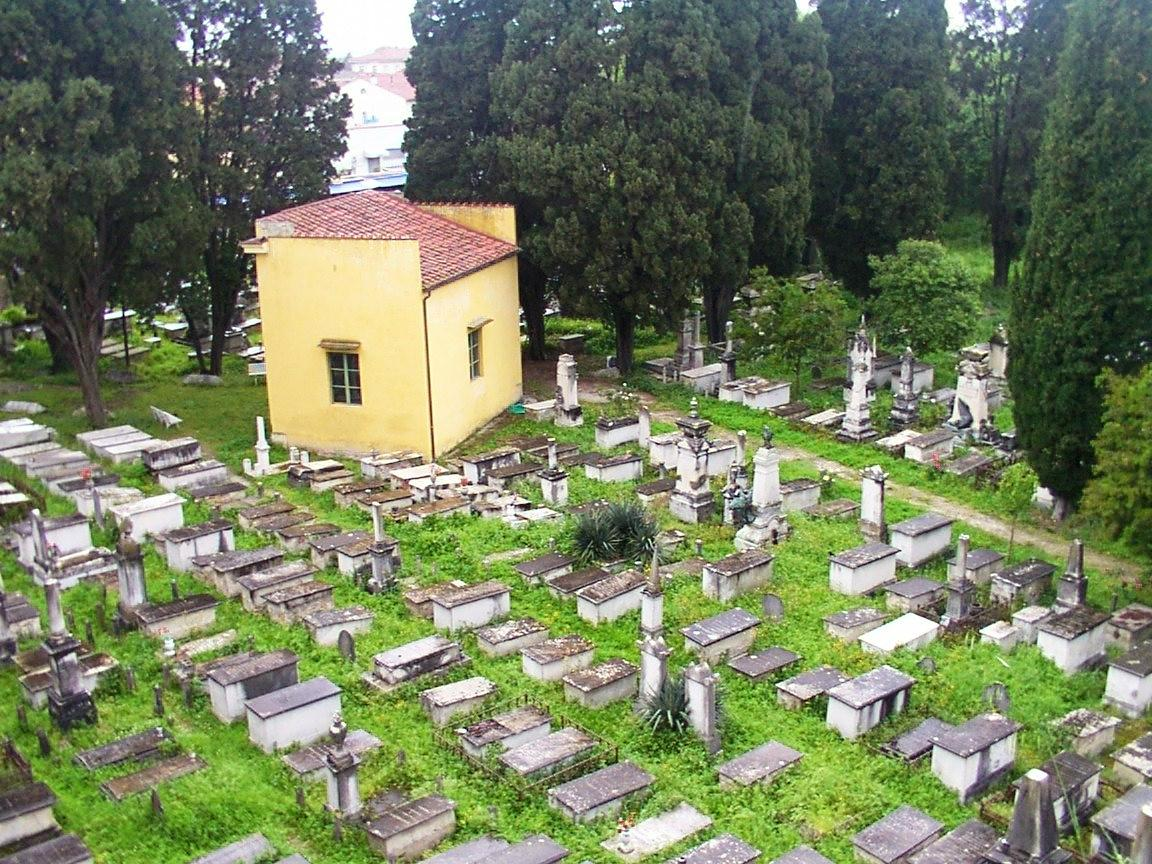
Jüdischer Friedhof Pisa

Der Jüdische Friedhof Pisa ist der Begräbnisplatz der jüdischen Gemeinde Pisa in der italienischen Stadt in der Toskana. 
Der jüdische Friedhof befindet sich außerhalb der mittelalterlichen Stadtmauer nahe der Porta Leone in unmittelbarer Nachbarschaft des Domplatzes. Er wurde 1674 angelegt. Das Gelände stellte der Großherzog zur Verfügung im Austausch für einen älteren Begräbnisplatz. Insgesamt sind in Pisa vier jüdische Friedhöfe seit dem 13. Jahrhundert nachweisbar. Der Friedhof wird bis heute belegt.
Auf dem Friedhof befinden sich einige ältere Gräber, die vom früheren Friedhof transferiert wurden. Neben italienischen Juden wurden auch sephardische Flüchtlinge aus Spanien und Portugal beigesetzt. Neben Gräbern in traditioneller Kastenform gibt es auch Grabkunst im Empire- und Jugendstil.

## Gräber bekannter Persönlichkeiten
Zu den auf dem Friedhof beerdigten Persönlichkeiten gehören
- Alessandro D’Ancona (1835–1914), Literaturwissenschaftler und Bürgermeister von Pisa
- Siegfried Kapper (1820–1879), deutsch-tschechischer Schriftsteller, der in Pisa verstarb
- Giacomo Castelnuovo (1819–1886), Leibarzt italienischer Könige und italienischer Gesandter in Tunesien
- Carlo Cammeo, Lehrer und Sozialist. Cammeo wurde 1921 von Faschisten aus Rache in der Grundschule, wo er unterrichtete, ermordet. Sein Grab ist neben einem geöffneten Buch auch mit Hammer und Sichel geschmückt.[1]

## Nachweise
1. ↑  13 aprile 1921: l’assassinio di Carlo Cammeo, segretario della Federazione socialista di Pisa | ToscanaNovecento. Abgerufen am 2. Mai 2021.

Koordinaten: 43° 43′ 24″ N, 10° 23′ 34″ O